# F-16 Fighting Falcon
De F-16 Fighting Falcon is een eenmotorige multifunctionele straaljager die sinds 1979 veel gebruikt wordt. In onder andere Nederland en België is hij de opvolger van de F-104 Starfighter. In België kwam de F-16 ook in de plaats van de Mirage 5. In Nederland werd tevens de F-5 door de F-16 vervangen. Het toestel is ontworpen door General Dynamics. De fabriek van General Dynamics is overgenomen door Lockheed Martin.
Hoewel de F-16 officieel is gedoopt als de "Fighting Falcon", wordt er door piloten en grondpersoneel gesproken over de "Viper". Een minder vaak voorkomende bijnaam is Electric Jet, doordat de F-16 het eerste fly-by-wire-gevechtsvliegtuig is.
De huidige Nederlandse en Belgische uitvoering van de F-16 is de F-16A/B MLU (Mid-Life Update). Dit is de oorspronkelijke versie uit 1979, die door upgrades naar een hogere standaard werd gebracht waardoor tevens de inzetbaarheid enige jaren langer gegarandeerd werd. In Nederland is de F-16 vervangen door de F-35. In België is dat proces nog gaande.

## Beschrijving

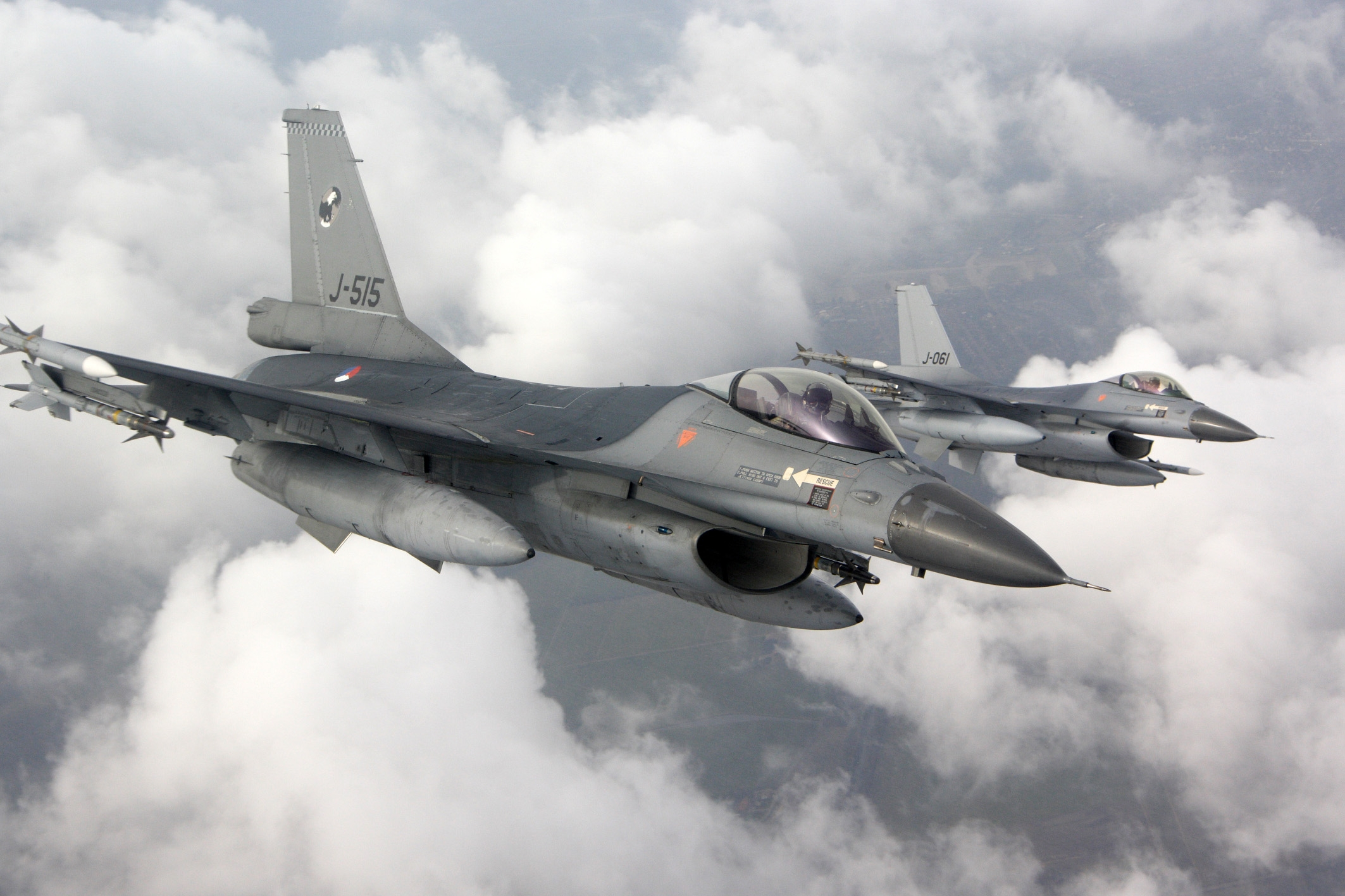
Twee F-16's van de Koninklijke Luchtmacht

De F-16 was in veel opzichten een vernieuwend toestel. Zo was de F-16 het eerste toestel met een computergestuurd besturingssysteem op basis van fly-by-wire. Dit was nodig doordat het toestel ook het eerste was dat een negatieve statische stabiliteit had. Het had dus de neiging om van een rechte baan af te wijken. Soortgelijke technologie is toegepast bij de F-117 Nighthawk omdat dit toestel ook instabiel was. Om deze instabiliteit te benutten is het toestel sterk genoeg gemaakt om met een volle tank nog met 9 g te kunnen manoeuvreren. Verder valt het toestel ook op doordat het cockpitscherm uit één stuk bestaat, hierdoor heeft de piloot een beter zicht.
Ook in een ander opzicht was de F-16 uniek toen deze uitkwam. Het frame was namelijk voor 80% van aluminium gemaakt om de kosten laag te houden. Het constructieproces hiervan was om deze reden vrij simpel, er werd gewoon plaataluminium gebruikt. Mede door de lage kosten en de aanwezigheid van de vernieuwingen, is de F-16 een van de meest geproduceerde westerse toestellen sinds de Tweede Wereldoorlog geworden.

### Romp

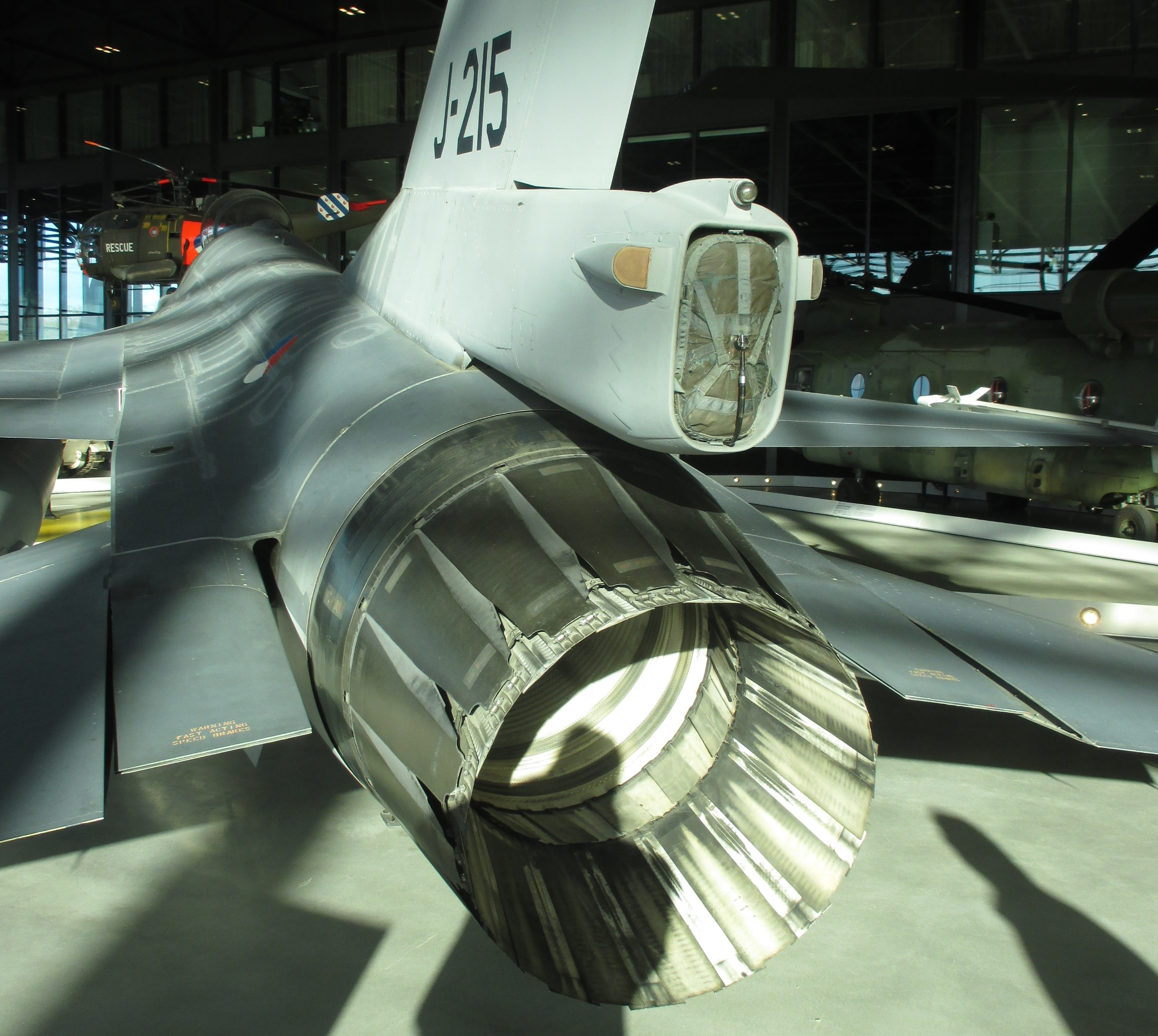
F16 Registratie J-215, direct boven de Motoruitlaat is het Remparachute-pack goed zichtbaar, Militair Museum Soesterberg

De vleugels van de F-16 gaan vloeiend over in de romp waardoor de romp bijdraagt aan de liftkracht van het toestel. Deze overgang wordt ook wel de "strake" genoemd. Door deze overgang is de topsnelheid wat lager dan te verwachten valt, maar is het toestel wendbaarder. Vooraan de vleugels bevindt zich een verlenging die reikt tot aan de cockpit om het liftoppervlak verder te vergroten en de stabiliteit van het vliegtuig verder te verbeteren.
De staartvlakken bestaan voor het grootste deel uit koolstof-composieten. Van het stabilo, dat iets onder een hoek is gemonteerd, is alleen het bevestigingspunt van metaal. Hierdoor is de F-16 wat moeilijker zichtbaar op radar. Ook bevinden zich hier de remkleppen en aan de onderkant van de staart twee kleine stabilisatoren. De F-16 heeft een vanghaak om vangkabels mee op te pikken; niet voor landingen op vliegdekschepen maar voor noodlandingen op gewone vliegvelden.

### Motor
De originele motor voor de F-16, de Pratt & Whitney F100-PW-200, was afgeleid van de motor voor de F-15 en leverde 25% meer stuwkracht dan vergelijkbare motoren uit die periode. Een enkele motor was toen vernieuwend: de meeste straaljagers hadden twee motoren om bij uitval van een motor nog te kunnen vliegen met de andere motor. Een enkele motor spaart massa en volume. Verder had de motor meerdere compressietrappen. Om metaalmoeheid tegen te gaan en te zorgen voor een betere warmteafvoer werden de onderdelen gemaakt door middel van poedermetallurgie. Hierdoor kon de motor veilig werken bij de hogere gebruikstemperatuur. Vanaf ongeveer 1990 werden de F-16's geleverd met een vernieuwde motor, de 220. Deze had onder andere een digitaal regelsysteem. Een aantal motoren van de oude versie werd later gemodificeerd en kreeg typenummer 220E. De F100-PW-220E wordt ongeveer 1400 °C terwijl oudere motoren veilig gebruikt konden worden tot ongeveer 980 °C.
Later werden ook andere motoren ontwikkeld voor de F-16. Pratt & Whitney heeft de F100 verbeterd en General Electric ontwikkelde de J79-GE-119 en de F101 DFE (Derivative Fighter Engine). De J79, oorspronkelijk de motor van de F-4 Phantom II, werd wel getest, maar is nooit in productie gegaan. De F101 is sinds block 30 de alternatieve motor en kwam voort uit een initiatief om een tweede motor te ontwikkelen voor de F-14 Tomcat.

### Avionica
De avionica van de F-16 (A/B) is globaal in te delen in een aantal groepen:
- Het eerder genoemde vluchtbesturingssysteem heeft centraal een analoge computer, die aan de hand van de door de vlieger gegeven stuuropdrachten en gegevens van verschillende sensoren (luchtdruk, versnellingsmeters) de stuurvlakken van de F-16 beweegt. De vlieger geeft zijn stuuropdracht via een rechts geplaatste vaste stuurknuppel (side stick). De stuurvlakken bewegen door hydraulische cilinders (actuatoren) die elektronisch aangestuurd worden (fly-by-wire). Bijna het gehele systeem is meervoudig uitgevoerd om de bedrijfszekerheid en de veiligheid te vergroten. Latere uitvoeringen van de F-16 hebben een digitale computer voor het vluchtbesturingssysteem.
- De primaire taak van het vuurleidingssysteem is het ondersteunen van de vlieger bij het op het doel nauwkeurig afleveren van de bewapening. Centraal hierbij is een digitale computer. Initieel was dit een 64 kilobyte-computer met kerngeheugen (Fire Control Computer, FCC). De belangrijkste sensor van het vuurleidingssysteem is de radar, die informatie geeft over zowel lucht- als oppervlaktedoelen. Deze relatief kleine radar (Westinghouse AN/APG-66) weegt 134 kg en neemt 0,1 m³ in beslag.[6] Ondanks kleine afmetingen van de phased array-antenne kunnen doelen ter grootte van een straaljager zonder stealth op ongeveer 56 km gedetecteerd worden. Ook kan met de radar het zeeoppervlak afgezocht worden naar schepen. Hiervoor heeft de radar twee werkingsmodi. Mode 1 zoekt met een brede straal en kan gebruikt worden tot zeegang 4, terwijl mode 2 zoekt met een smallere straal tijdens hogere zeegangen. De Oekraïense woordvoerster Oleksandra Oestinova acht de Russische Irbis-E of N110M Bars-M radar beter dan de AN/APG-66.[7][8][9]

Daarnaast ontvangt de vuurleidingscomputer informatie van onder andere het navigatiesysteem en de elektronische hoogtemeter. De verwerkte informatie wordt aan de vlieger gepresenteerd op onder andere de head-up display (HUD). Ook worden in deze computer de berekeningen uitgevoerd om op het juiste moment de bewapening af te werpen. Voor ongeleide bommen beschikt het vuurleidingssysteem bijvoorbeeld over een modus die continu het ideale moment om de bom te laten vallen herberekent, afhankelijk van onder andere snelheid, hoogte, wind en vliegrichting. Deze functie wordt Continuously Computed Release Point (CCRP) genoemd. Ook wordt op de HUD dynamische richtinformatie gegeven voor het gebruik van het boordkanon.
Geïntegreerd in het vuurleidingssysteem is het navigatiesysteem. Initieel was dit een traagheidsnavigatiesysteem. Dit werd later vervangen door een navigatiesysteem met optische gyroscopen en aangevuld met een gps en een zogenoemde Digital Terrain System (DTS, plaatsbepaling door correlatie met terreinhoogte). Dit systeem geeft locatie- en routeinformatie maar geeft ook informatie over de driedimensionale stand en beweging van het toestel aan het vuurleidingssysteem.
- Communicatiesysteem en navigatiesysteem. De F-16 heeft een UHF- en een VHF-radio waarmee op de zogenaamde ‘militaire en burgerradiobanden’ gecommuniceerd kan worden met grondstations en andere vliegtuigen. Later werd de UHF-radio voorzien van de mogelijkheid om ook gecodeerde (scrambled) communicatie te kunnen voeren (HAVE QUICK). Uiteraard was ook een systeem aanwezig om op de grond met het grondpersoneel te kunnen communiceren of in een tweezitter (F-16B) met de andere vlieger.

Voor de routenavigatie beschikt de F-16 over een zogenoemd TACAN-systeem en voor het kunnen landen (onder andere bij slecht zicht) kan gebruik worden gemaakt van ILS. Aanvankelijk werden de Nederlandse F-16's niet voorzien van de ILS-receiver. Door latere operaties werden echter steeds meer ILS-sets aangekocht en ingebouwd.
- Zelfbeschermingssysteem. De vlieger ontvangt waarschuwingen van een passief radarwaarschuwingssysteem voor vijandelijke op hem afgevuurde raketten of indien zijn toestel door een (grond)radar wordt aangestraald (lock-on). Zo gewenst kan hij naast uitwijkende vliegbewegingen tegenmaatregelen nemen door radarreflectiestroken (chaff) of vuur-/lichtballen (flares) uit te werpen. Het systeem is passief omdat het zelf geen signalen uitstraalt.
- Ad hoc bestaat de mogelijkheid dat de F-16 uitgerust wordt met externe avionicasystemen (onder de vleugels of de romp of naast de luchtinlaat) zoals een luchtfotoverkenningssysteem, actieve storingsapparatuur of zogenoemde targeting pods. Informatie ontvangen van deze systemen kan worden geïntegreerd in de berekeningen van het vuurleidingssysteem of wordt gepresenteerd aan de vlieger via de verschillende monitoren of displays. Ook kan een systeem extern meegevoerd worden om plaats- en bewegingsinformatie van het toestel op te nemen of gelijktijdig (realtime) door te zenden naar een grondstation. Met deze informatie kunnen trainingsvluchten nauwkeurig worden gecontroleerd, bestudeerd en geanalyseerd. De Nederlandse F-16's beschikken overigens over een intern systeem voor het vastleggen van de vluchtgegevens voor trainingsdoeleinden (tevens te gebruiken als een flightdatarecorder).
- Naast de bovengenoemde groepen van systemen bezit de F-16 een aantal 'losse' avionicasystemen. Om de structurele integriteit van de romp en de vleugels (airframe) te kunnen bewaken, bezaten een aantal F-16's een recorder met een aantal sensoren, zoals rekstrookjes. Hiermee werden de diverse mechanische spanningen op het vliegtuig gemeten, zodat gericht onderhoud aan de romp en vleugels kon worden uitgevoerd. Later werd dit systeem vervangen door een meer geavanceerd systeem. Dit systeem was voor de Nederlandse F-16's ook de basis voor een intern vliegertrainings-/debriefingssysteem. Om zich te kunnen identificeren bezit de F-16 over een transponder (Identification friend or foe, IFF). Zodra de F-16 aangestraald wordt door een ondervragende radar, kon hij zich door het terugzenden van de juiste code identificeren. Ook kon in de F-16 een videorecorder worden geïnstalleerd voor het opnemen van videobeelden genomen door de HUD.

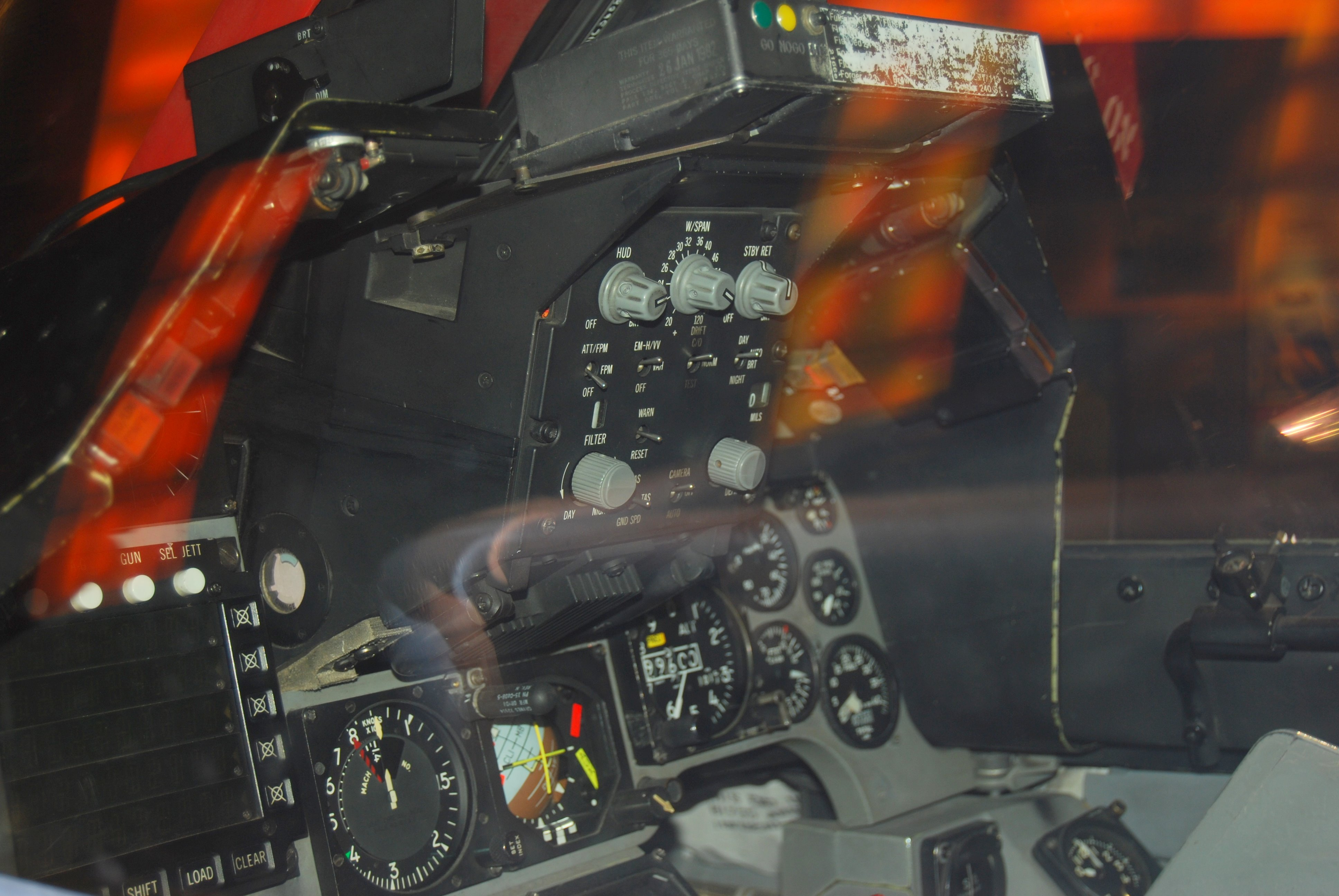
Cockpit van de F-16

Doordat een groot gedeelte van het digitale vuurleidingssysteem aangestuurd wordt door software zijn in de loop van de jaren veel softwarewijzigingen doorgevoerd die de functionaliteit hebben uitgebreid, de veiligheid en effectiviteit hebben verhoogd en tevens de werklast van de vlieger hebben verminderd. Eveneens kenmerkend voor het vuurleidingssysteem is dat de verschillende deelsystemen via een netwerk (mux-bus, MIL-STD-1553) met elkaar verbonden zijn.
Door gebruik van het F-16 MLU-programma werd de avionica ingrijpend vernieuwd (met uitzondering van het fly-by-wire-systeem). Zie hiervoor de beschrijving verder.
Hoewel de grens tussen elektrische en elektronische systemen in de loop van de tijd vervaagt vallen de elektrische systemen (o.a. benodigd voor de elektrische energievoorziening aan boord met generatoren en batterijen) niet onder de verzamelnaam van avionica.

### Bewapening

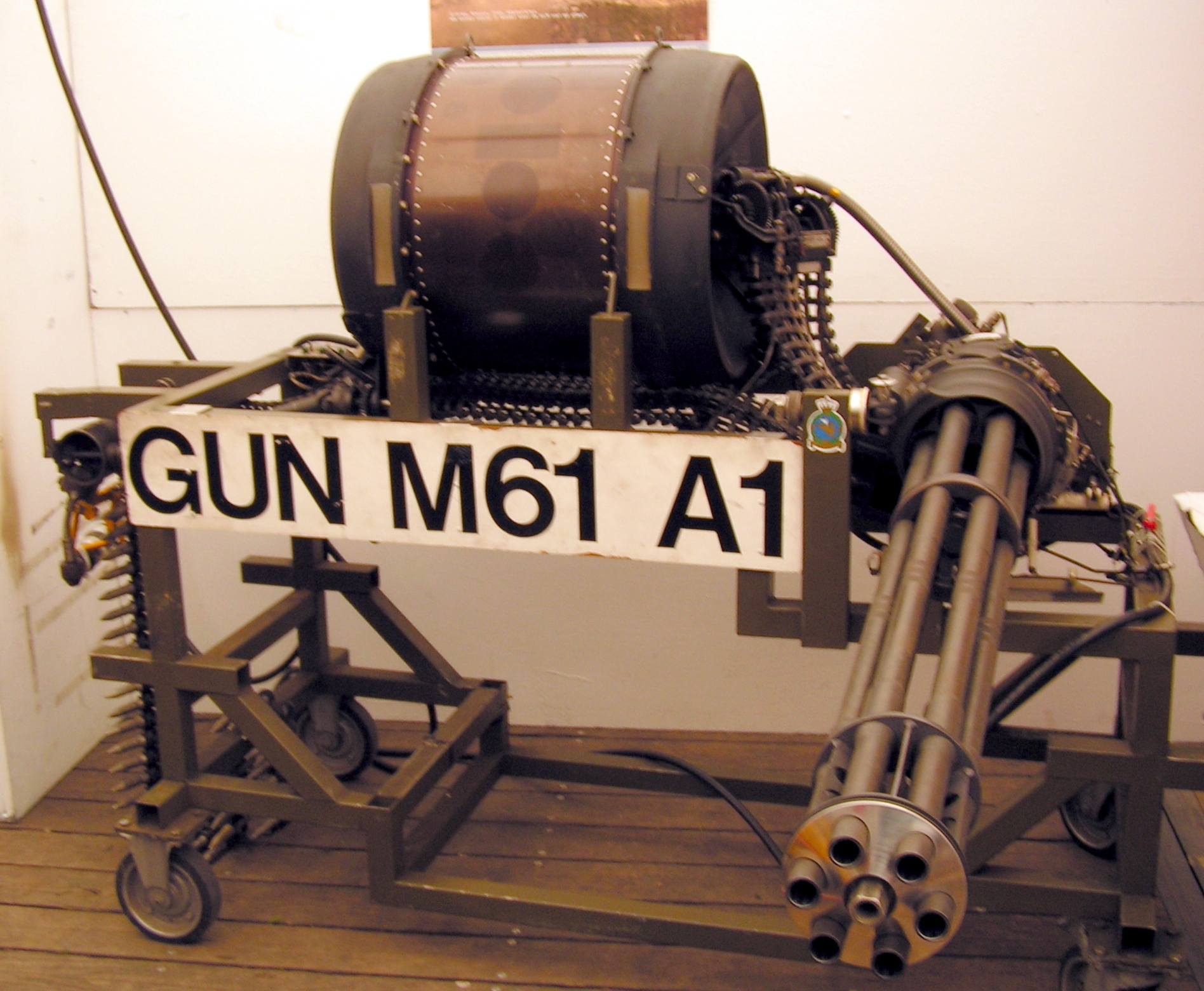
Boordkanon van de F-16

Alle varianten van de F-16 zijn uitgerust met een 20 mm M61A1-snelvuurkanon met 511 patronen en een maximale vuursnelheid van 6000 schoten per minuut. Verder is de F-16 in staat vrijwel alle moderne wapens te gebruiken. Zo kunnen de gangbare Amerikaanse lucht-luchtraketten meegenomen worden en hebben Israël (Python) en Pakistan (de Franse Matra R550 Magic 2) raketten aangepast voor gebruik op de F-16. Verder zijn de Mk 82-, Mk 83- en Mk 84- ongeleide en GBU-15-, SPICE-, HOPE/HOSBO- en JDAM-geleide bommen geschikt voor de F-16. Ook is de F-16 voor Nederland, België en Turkije het wapenplatform om de B61-waterstofbom af te leveren.

### Vergelijking met andere toestellen
De F-16 is het beste te vergelijken met andere lichte straaljagers uit de jaren 80. De F/A-18 Hornet vertoont de meeste overeenkomsten, dit vliegtuig komt dan ook uit hetzelfde ontwikkelingsprogramma. Andere goed vergelijkbare vliegtuigen zijn de MiG-29, het antwoord van de Sovjet-Unie op de F-16. Een directe vergelijking tussen deze toestellen is echter onmogelijk. In de situaties waarin de toestellen elkaar ontmoet hebben, was er altijd een partij die een tactisch voordeel had door bijvoorbeeld AWACS of het al in bezit hebben van luchtoverwicht.

## Ontwikkeling

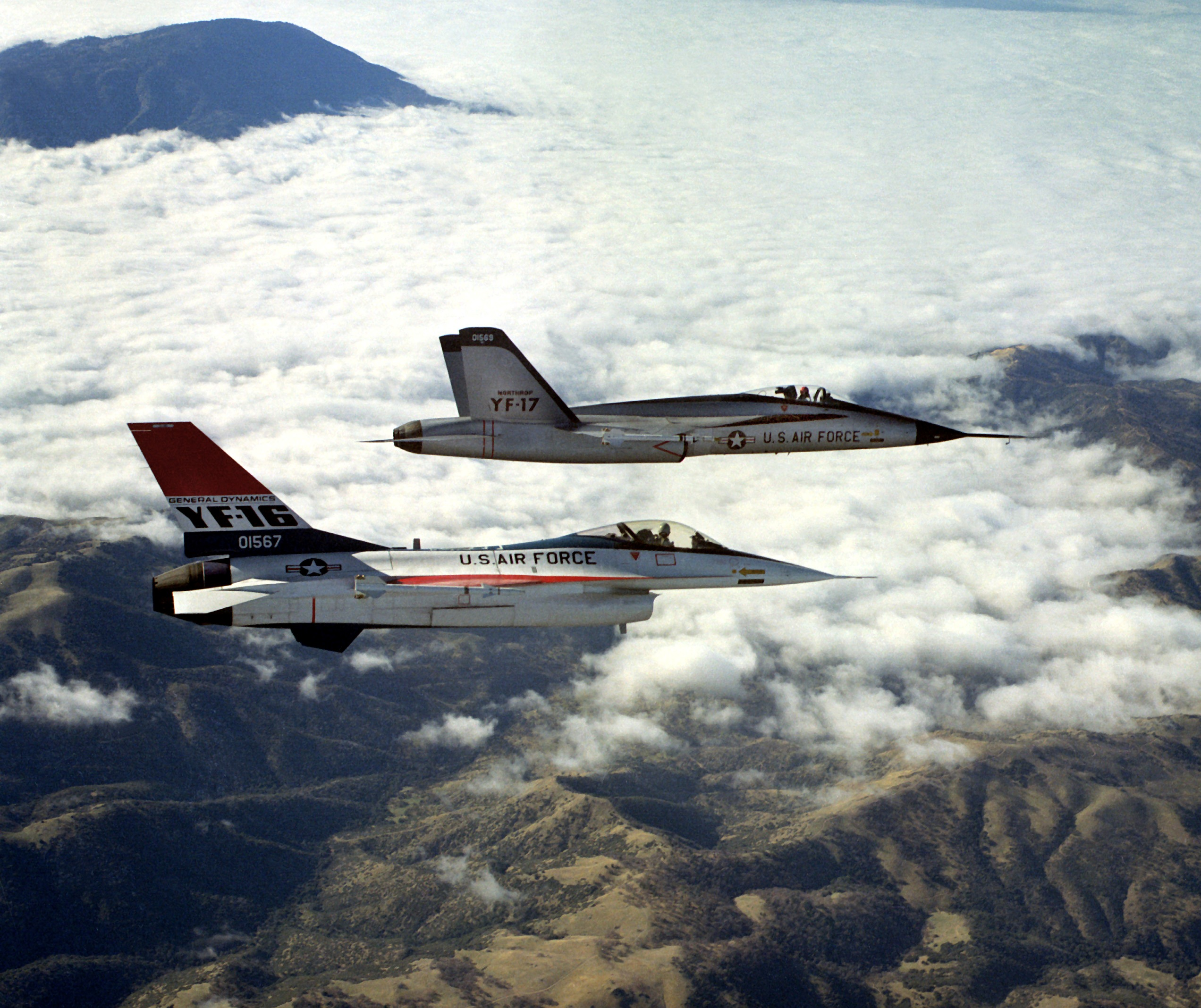
De YF-16 en YF-17

### Advanced Day Fighter
De ontwikkeling van de F-16 begon in 1965 als een project genaamd Advanced Day Fighter (ADF) voor een lichtgewicht straaljager om overdag luchtgevechten te voeren. Deze zou naast een zwaardere straaljager de F-X, die later de F-15 zou worden, moeten opereren. Toen de capaciteiten van de MiG-25 in 1964 in de westerse wereld bekend werden, kreeg het F-X-project een hogere prioriteit. Het werk aan de ADF ging wel nog verder, maar in een lager tempo en onder een andere naam. Het project heette vanaf toen F-XX lightweight fighter concept. In 1969 werd het project in de ijskast gezet nadat de United States Air Force en United States Navy fel hadden geprotesteerd tegen het voornemen van het Pentagon de dure F-14 en F-15 te vervangen door de F-XX.

### Lightweight Fighter
Op 16 januari 1971 werd het idee opnieuw opgepakt onder de naam Lightweight Fighter-project (LWF). Inmiddels was het selectieproces voor nieuwe vliegtuigen een stuk volwassener. In plaats van een ontwikkelopdracht aan te bieden aan een bedrijf en ook van dat bedrijf het vliegtuig te kopen werden nu minimale eisen aan een toestel gesteld en konden meerdere bedrijven een toestel ontwikkelen om aan die eisen te voldoen (competitive prototyping).
Als belangrijkste eis werd gesteld dat het een klein en wendbaar vliegtuig moest worden met een maximumgewicht van 9000 kg. Ook moest het vliegtuig minimaal mach 1,6 kunnen halen en moest het luchtgevechten aan kunnen gaan met MiG-17's en MiG-21's. Verder moest het vliegtuig geschikt zijn om in de toekomst uitgerust te worden met nieuwe technologieën en wapensystemen.
Vijf bedrijven reageerden op de aanbesteding: Boeing, General Dynamics, Ling-Temco-Vought, Lockheed en Northrop. Na het doornemen van de verschillende voorstellen werd in 1972 beslist dat General Dynamics en Northrop prototypes mochten bouwen. De General Dynamics Model 401 heette vanaf toen YF-16 en de Northrop Model P-600 zou geproduceerd worden als YF-17.

### Keuze voor de YF-16
Omdat de USAF bang was dat hun F-15's vervangen zouden worden, werd het LWF-project omgedoopt in Air Combat Fighter-project en werd in oktober 1974 door minister van Defensie James Schlesinger aangegeven dat het toestel naast de F-15 zou opereren en deze niet zou vervangen.
Op 13 januari 1975 werd de YF-16 tot winnaar van dit programma verklaard en bestelde de USAF 15 preproductiemodellen (wat later werd teruggebracht tot 8). De YF-16 werd verkozen boven de YF-17 vanwege een groter bereik, betere besturing en lagere bedrijfskosten. Ook speelde mee dat de F-16 dezelfde motor zou gaan gebruiken als de F-15 en dat General Dynamics in financiële problemen zou komen nu ze de F-111 niet meer produceerden. De USAF bestelde in eerste instantie 650 toestellen. Op 2 mei 1975 besloot de USN de YF-17 door te ontwikkelen voor gebruik op vliegdekschepen. Dit resulteerde in de F/A-18 Hornet.

### NAVO

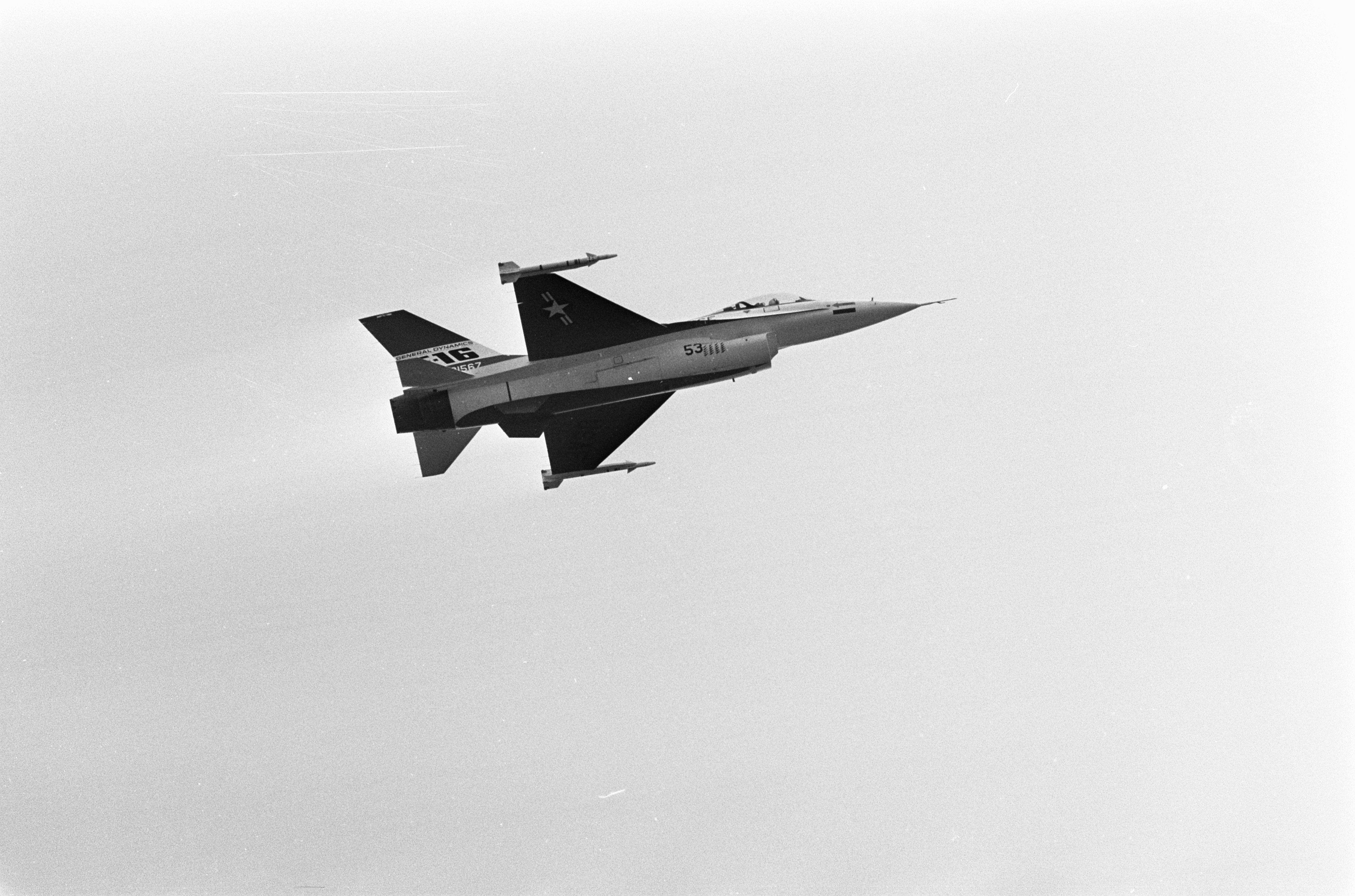
Demonstratievlucht van een Amerikaanse F16 boven Volkel, 1975

Vanaf februari 1975 werd de F-16 aangeboden aan de overige NAVO-landen waarvan België, Denemarken, Nederland en Noorwegen zich hadden verenigd in de European Participating Governments (EPG) die zich als doel had gesteld een vervanger te vinden voor de verouderde F-104 Starfighter. In juni van dat jaar verkozen ook zij de F-16 boven de andere overwogen vliegtuigen, de Dassault Mirage F1, Saab Viggen en YF-17. Ze bestelden samen 348 toestellen (Nederland 102 toestellen & België 116 toestellen). Samen met de Amerikaanse overheid (USG) vormde de EPG het Multinational Fighter Program (MNFP) met als belangrijkste doelstelling de F-16 verder te ontwikkelen en samen te werken waar mogelijk. De toestellen voor de EPG-partners werden in België en Nederland door respectievelijk SABCA en Fokker gebouwd. Later zouden Turkije en Zuid-Korea ook nog vliegtuigen in licentie bouwen.

## Varianten

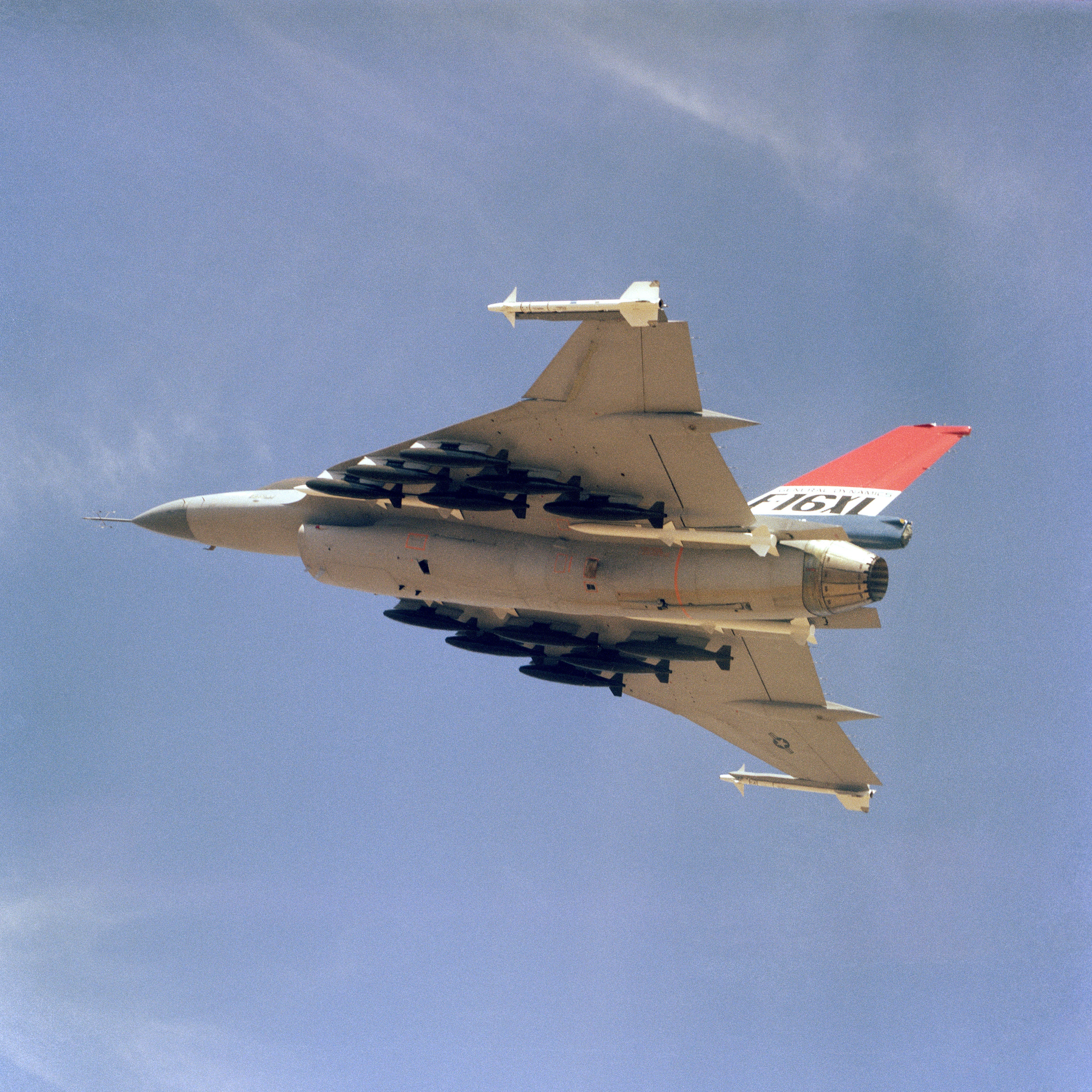
Prototype van de F-16XL

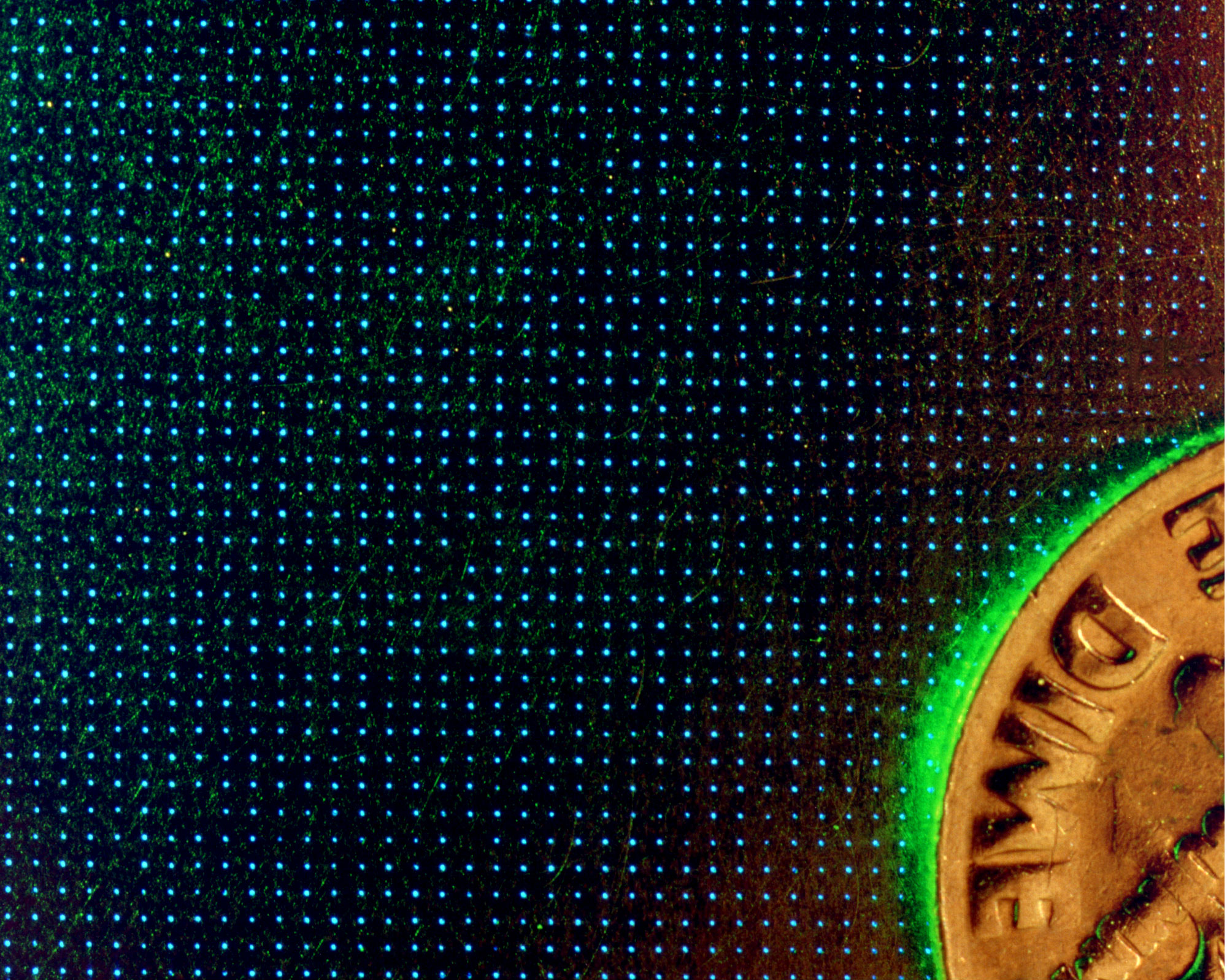
Close-up van de vleugel van NASA's F-16XL. Zichtbaar zijn de minuscule gaatjes voor het onderzoek naar laminaire stroming.

Omdat de F-16 voor een groot deel modulair opgebouwd is, is er in de loop van de jaren een groot aantal varianten geproduceerd. Zoals gebruikelijk bij Amerikaanse straaljagers werden grote wijzigingen aangeduid met een nieuwe letter en kleine wijzigingen met een nieuw bloknummer.

### F-16A/B
De eerste productieversies van de F-16 waren de F-16A (eenzitter) en F-16B (tweezitter voor trainingen) blok 1. Deze toestellen hadden een zwarte neus en een kleiner staartvlak dan de latere toestellen. De zwarte neus werd vanaf de volgende productieversie (blok 5) vervangen door een grijze omdat zwart te goed zichtbaar was bij luchtgevechten.
De veranderingen van blok 10 waren vooral intern (onder andere bedrading), de eerste grote veranderingen kwamen pas bij blok 15 OCU (Operating Capability Upgrades). De F-16 kreeg grotere horizontale staartvlakken en de vleugels werden versterkt om gebruik van lucht-luchtraketten met een groter bereik dan de AIM-9 Sidewinder mogelijk te maken. Verder werd de boordradio verbeterd en werd een radiohoogtemeterantenne onder de neus van het toestel geplaatst. Gelijktijdig werd een verbeterde motor (de F100-PW-220) geïntroduceerd. Ook werd de F-16 geschikt gemaakt voor de AIM-7 Sparrow en AIM-120 AMRAAM-lucht-luchtraketten, de AGM-65 Maverick-lucht-grondraket en de AGM-119 Penguin-antischeepsraket.

### F-16A/B MLU
Het Mid-Life Update-programma (MLU) was een project om de operationele, technische en economische levensduur van de F-16 te verlengen. Dit was nodig omdat men er bij de ontwikkeling van de F-16 van uitgegaan was dat er omstreeks de eeuwwisseling een opvolger beschikbaar zou zijn. Omstreeks 1989 bleek echter al dat dit niet het geval zou zijn. Ook bleken de vliegtuigen sneller te slijten dan vooraf was aangenomen. Aan het MLU-programma deden de vijf MNFP-landen mee. Later werd Portugal toegevoegd. De Verenigde Staten werkten mee aan de ontwikkeling, maar lieten uiteindelijk hun vliegtuigen zelf niet updaten als gevolg van interne USAF-herstructureringen mede naar aanleiding van het uiteenvallen van de Sovjet-Unie. De vliegtuigen die de update hebben ondergaan, zijn qua vermogens ongeveer gelijk aan de F-16C/D blok 50. De blok 20-toestellen voor Taiwan zijn gebouwd naar specificatie van de F-16 MLU en hebben dus ook dezelfde capaciteiten.
De F-16 MLU is voorzien van een gemodificeerde radar (AN/APG-66V2), twee multifunctionele kleurendisplays (CMFD), Up Front Control (UFC) voor het manueel ingeven van data, GPS (voor navigatie), Data link (IDM), 20x20 graden zogenaamde ‘wide angle’ head-up display (WAC-HUD), Electronic Warfare Management System (EWMS). Tevens werden een aantal computers (o.a. de FCC) of processoren vervangen door een nieuwe veel snellere computer met aanzienlijk meer geheugen. Het camera- en opnamesysteem werd vervangen zodat meerdere videobronnen gelijktijdig opgenomen kunnen worden. Het interne specifieke Nederlandse luchtverkenningsbedieningssysteem werd vervangen door een geïntegreerd en universeel bedieningssysteem. Ook werden voorbereidingen aangebracht voor de introductie van nachtkijkers (NVG) of een targeting pod voor het inleiden van lasergeleide bommen (GBU-10 en GBU-12). De IFF werd vervangen door een geavanceerde IFF (AIFF), waarmee de F-16 de mogelijkheid kreeg andere vliegtuigen te ondervragen. De F-16 MLU bezit een verder ontwikkelde Hands on Throttle-and-Stick (HOTAS), hetgeen inhoudt dat de piloot radarmodi, wapens, Sensors of Interest (SOI), Push-to-talk, Data Link, EWMS, weapons release, gun trigger enz. kan selecteren met de handen aan de throttle (gashendel) en stick (stuurknuppel).
Gelijktijdig met de MLU-modificaties kregen de F-16 MLU vliegtuigen een Pratt and Whitney 220E (= 220-equivalent)-motor met een stuwkracht (op zeeniveau) van 14 000 pond zonder naverbrander en 25 000 pond met naverbrander. Maximale snelheid (zonder externe tanks en bewapening) is 800 knopen of (op grote hoogte) mach 2,05. De g-krachten zonder tanks en wapens zijn +9 en -3. Ook werd tijdens de modificaties de structuur van de romp verstevigd.
De bewapening van de F-16 MLU bestaat uit AIM-120-radargeleide lucht-luchtraketten, AIM-9-infraroodgeleide lucht-luchtraketten, 6-loops-20 mm-boordkanon (510 patronen, 6000 schoten per minuut), Mk82 (500 pond), Mk84 (2000 pond), GBU-12 (500 pond lasergeleid), GBU-10 (2000 pond lasergeleid), BLU-109 (2000 pond lasergeleid speciaal voor gebouwen), JDAM (Joint Direct Attack Munition, 500 en 2000 pond GPS-geleid), CBU-87-clusterbom, BDU-33 (trainingsbom 25 pond) en Mk106 (trainingsbom 25 pond).
De F-16 MLU doorloopt een updateprogramma. De updates zijn sequentieel genummerd vanaf M1 (initiële MLU-softwareversie) tot en met (momenteel, 2013) M6. M3 introduceerde Link 16, een uitgebreid datalink-netwerk waarmee meerdere vliegtuigen en andere militair belangrijke eenheden (vriendelijk of vijandig) kunnen worden getoond op de CMFD’s. M4 introduceerde het Helmet Mounted Cueing System (HMCS) waarmee de sensoren van de F-16 gericht kunnen worden via bewegingen van het hoofd. Voordeel hiervan is dat niet het vliegtuig moet worden gericht op een doel (grond of lucht) maar alleen de helm. Eenmaal gericht kan dit doel vastgelegd worden op de radar of de Targeting Pod, of in het systeem als coördinaat. Naast het vliegtuig zelf werd in het MLU-programma ook de vliegtrainer vervangen door een state of the art trainer. Deze simulator, die door de vlieger eventueel zelfstandig bediend kon worden, was bedoeld om per squadron ingedeeld te worden (Unit Level Trainer, ULT). Ook kunnen meerdere ULT's met elkaar verbonden worden voor gezamenlijke oefeningen.

### F-16C/D

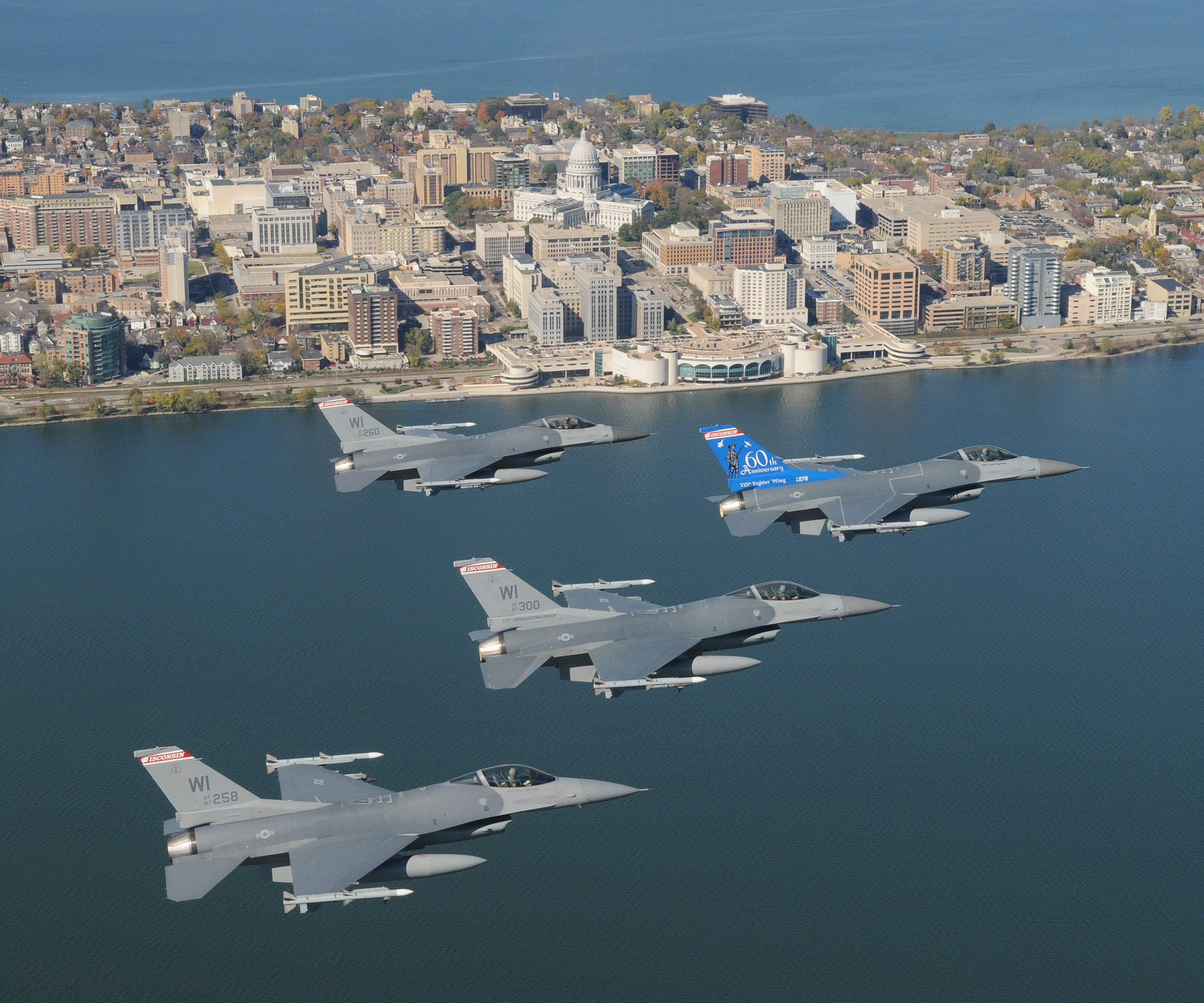
F-16C straaljagers van de Air National Guard in Wisconsin

Vanaf 1984 volgden de blok 25 C- (eenzitter) en D- (tweezitter) varianten van de F-16. Bij het gebruik van de F-16A/B in Europa lieten de prestaties bij slecht weer te wensen over. Daarom waren de nieuwe varianten standaard in staat tot gebruik van radargeleide lucht-luchtraketten. Hiertoe werden ze uitgerust met de meer geavanceerde AN/APG-68(V)-radar. De belangrijkste aanpassing voor blok 30/32-vliegtuigen was een gestandaardiseerd motorcompartiment. Hierdoor kon voor elke nieuwe bestelling uit twee motoren gekozen worden. De vliegtuigen met de General Electric F101 DFE (nu F110) werden blok 30 genoemd en de vliegtuigen met de Pratt & Whitney F100-PW-220 kregen bloknummer 32. Deze telling werd ook aangehouden voor de latere F-16C/D-toestellen. Ook waren deze toestellen geschikt voor de AGM-45 Shrike- en AGM-88A-antiradarraketten en de AGM-65D-lucht-grondraket. Voor blok 40/42 werd de F-16 geschikt gemaakt voor de LANTIRN-pods. Dit hield voornamelijk aanpassingen aan het landingsgestel in. Blok 50/52 bestond uit een verbeterde motor (respectievelijk de F110-GE-129 en de F100-PW-229) en de integratie met de AGM-88 HARM-antiradarraket. Hiertoe werden onder andere de radar en de radarontvanger van de F-16 verbeterd.

### F-16E/F
Op 1 maart 1993 nam Lockheed de militaire luchtvaartdivisie van General Dynamics over en kreeg hiermee de rechten op de productie van de F-16. General Dynamics was op dat moment bezig met de ontwikkeling van een meer geavanceerde variant, die Lockheed Martin aanbood aan de Verenigde Arabische Emiraten. Het belangrijkste verschil van deze blok 60-vliegtuigen met de voorgaande varianten is de toevoeging van de AN/APG-80 AESA-radar.

### F-21
Lockheed Martin onthulde het F-21-concept op de Aero India-vliegshow op 20 februari 2019. De F-21 combineert de F-16V Block 70/72-configuratie met een cockpit met één paneel, waarbij de avionica lijkt op het geïntegreerde cockpitdisplay van de F-35. een triple-rail AIM-120 lanceerinrichting, en geïntegreerde sonde-en-drogue conforme brandstoftanks van de voormalige F-16IN.
De F-21 is het laatste voorstel van Lockheed Martin voor India's aanbesteding van $ 15 miljard voor een in eigen land geproduceerde jager; Lockheed Martin had eerder de F-16IN voorgesteld. De F-21 zou worden gebouwd in samenwerking met Tata Advanced Systems.

### Overige varianten

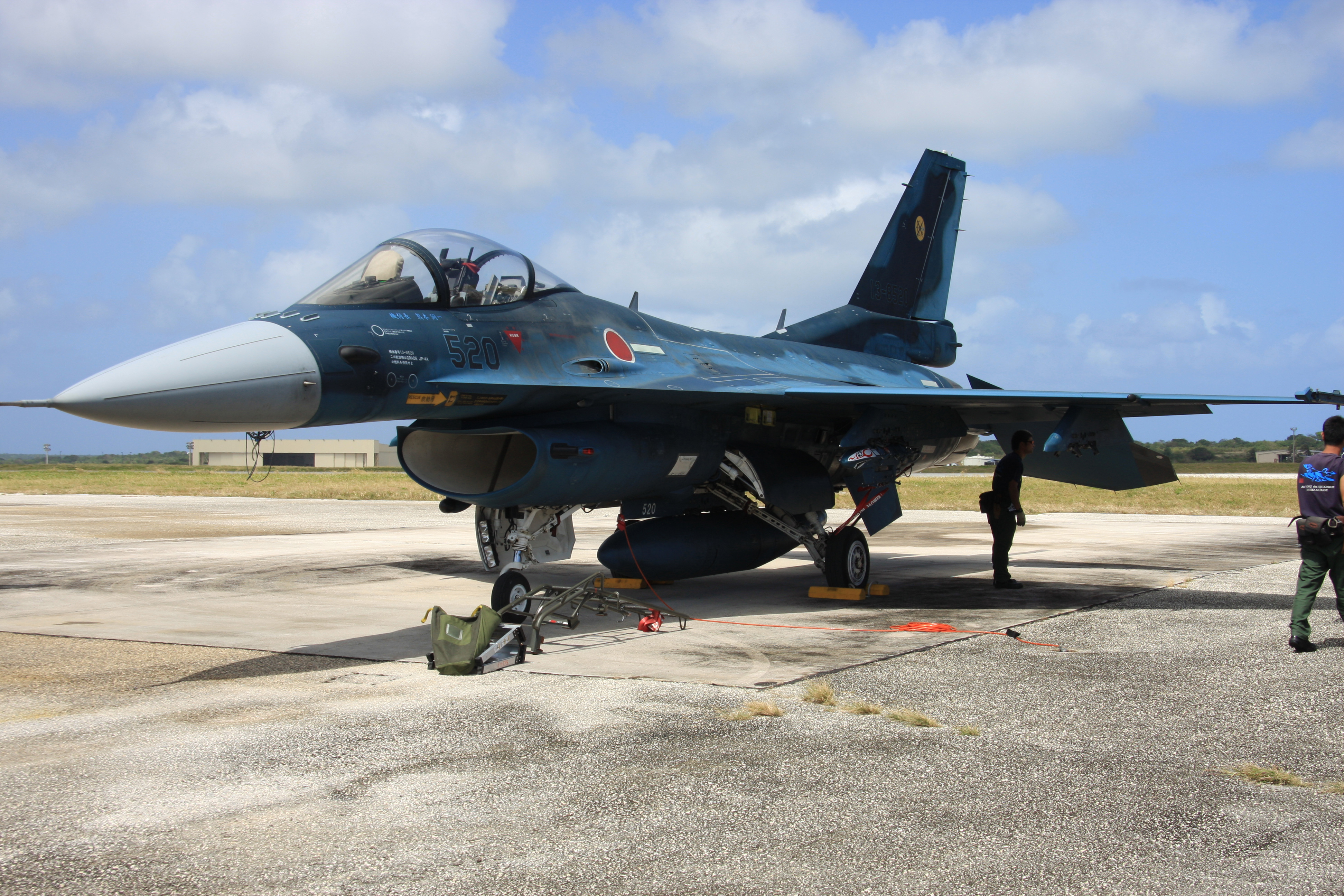
Mitsubishi F-2A

Behalve de hierboven besproken varianten zijn er nog tientallen andere versies van de F-16. Zo zijn de toestellen die door Fokker en SABCA gebouwd zijn bijvoorbeeld op kleine punten anders dan de Amerikaanse toestellen en maken ook Turkije, Israël en Zuid-Korea voor een deel gebruik van lokaal ontwikkelde avionica.
General Dynamics zelf heeft ook nog een aantal varianten ontwikkeld. De belangrijkste hiervan is een gespecialiseerde jachtbommenwerper, de F-16XL. General Dynamics heeft dit toestel zonder overheidshulp ontwikkeld maar heeft het toestel wel aangeboden toen de vervanging van de F-111 aan de orde was. De USAF selecteerde echter de F-15E Strike Eagle voor productie. Nadat de toestellen een tijdlang ongebruikt bleven nam NASA ze over om ze te gebruiken bij onderzoek naar laminaire stroming.
Andere belangrijke varianten die door NASA ontwikkeld werden, waren de F-16 MATV (multi-axis thrust vectoring), F-16 VISTA (variable-stability in-flight simulator test aircraft) en F-16 CCV (control configured vehicle). Beide werden gebruikt voor onderzoek naar betere systemen om straaljagers te besturen. De eerste twee door middel van thrust vectoring en de derde door middel van extra vinnen onder de neusinlaat.
In de jaren 80 ontwikkelde General Dynamics een update, de F-16 Agile Falcon. Voor dit grotere en modernere toestel werd voornamelijk interesse getoond door Japan. Later zou Mitsubishi een doorontwikkeling van dit toestel in licentie bouwen, de F-2 genaamd.

## Gebruikers

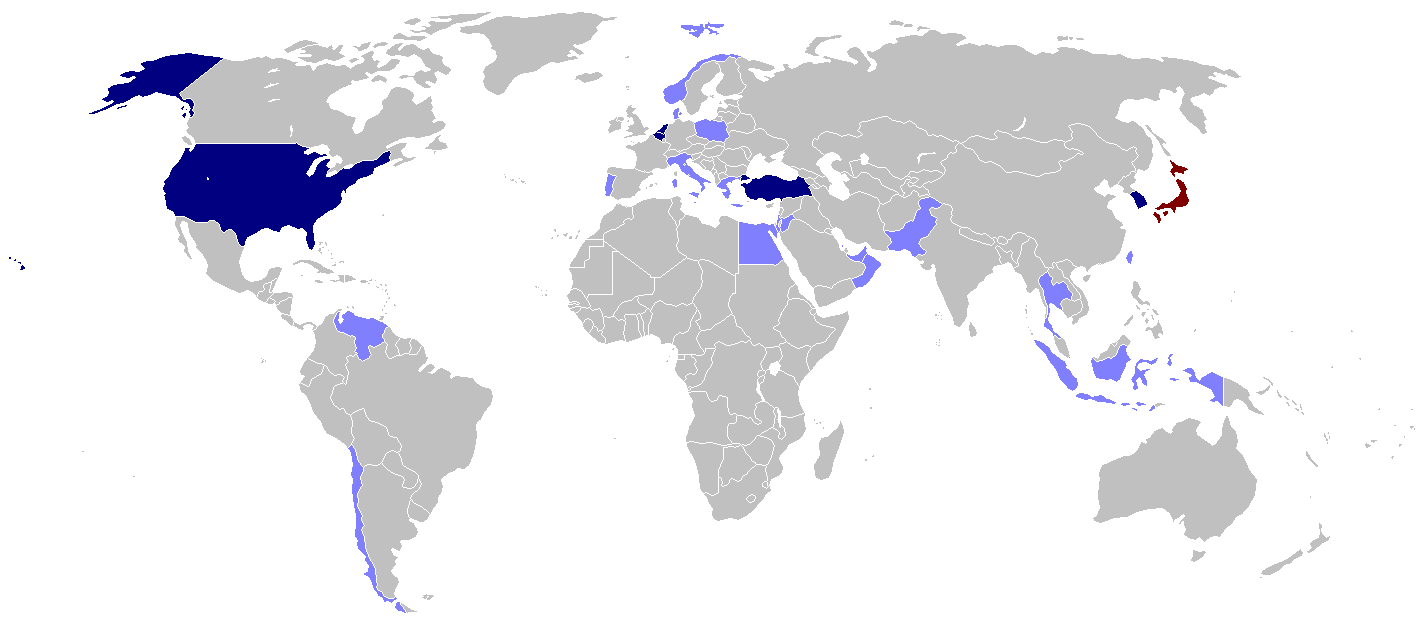
Landen die de F-16 hebben gebouwd
Andere landen die de F-16 gebruiken
Landen die een afgeleid vliegtuig hebben gebouwd

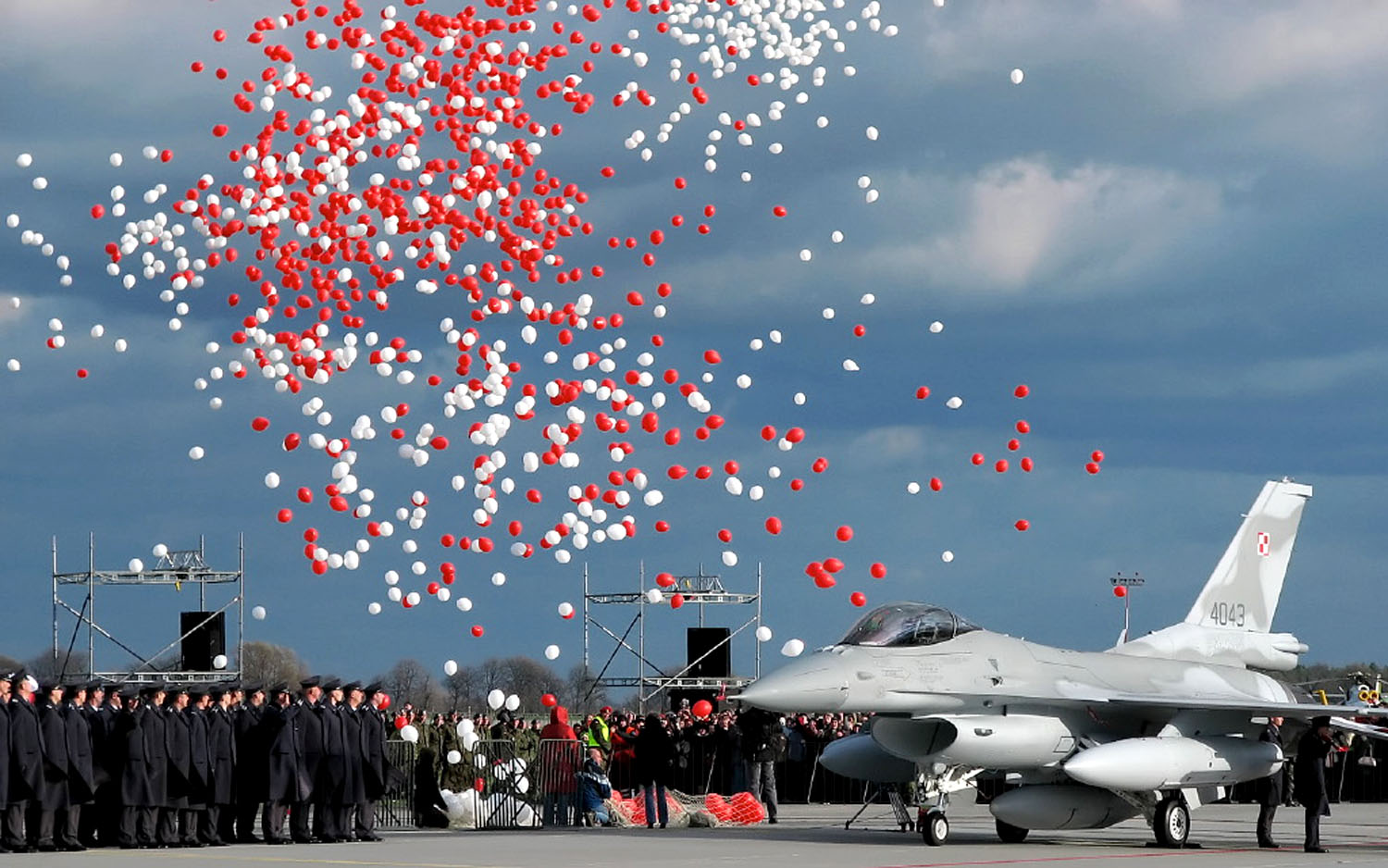
De modernste F-16 van de NAVO, de Poolse F-16 blok 52

De F-16 is een van de meest gebruikte vierde-generatie-straaljagers. In totaal zijn tot nu toe meer dan 4500 toestellen geproduceerd en verkocht aan 24 landen. Japan is hierbij niet meegeteld omdat de Mitsubishi F-2 te veel verschilt van de F-16. Allereerst wordt de F-16 natuurlijk gebruikt door de landen die meegeholpen hebben aan de ontwikkeling. Op 17 augustus 1978 nam de USAF de eerste F-16 in ontvangst. Op 29 januari 1979 werd de eerste in Europa gebouwde F-16 voor de Belgische luchtmacht afgeleverd. Nederland volgde op 7 juni 1979. Noorwegen kreeg zijn eerste vliegtuig in december 1979 en Denemarken op 18 februari 1980.
Het allereerste volledige operationele Europese squadron was het 349 Sqn van de Belgische luchtmacht in mei 1980. België nam in het totaal 160 F-16's in dienst. Nederland heeft in totaal 213 F-16's gekocht: 177 eenzitters en 36 tweezitters. Door bezuinigingen van het Nederlandse kabinet en door 39 vredesverliezen zijn daar begin 2015 nog 68 stuks van over. Noot: Een van de door Fokker geassembleerde F-16's bestemd voor de Nederlandse luchtmacht (registratie: 81-0883) werd op verzoek van de VS aan Egypte geleverd. Daarop werd F-16 met registratie 87-0710 later aan de Nederlandse order toegevoegd.
In de VS had de Carter-regering een wapenembargo tegen Israël ingesteld naar aanleiding van de voortdurende bezetting van het schiereiland Sinaï na de Jom Kipoeroorlog. In augustus 1978 werd dit embargo opgeheven en konden ook zij het vliegtuig aanschaffen. De eerste toestellen voor Israël waren eigenlijk voor Iran bestemd, maar nadat daar de sjah was afgezet werden de vliegtuigen vanaf 31 januari 1980 geleverd aan Israël. Ook speelde mee dat Israël en Egypte de Camp David-akkoorden tekenden. Egypte kon hierdoor ook de F-16 aanschaffen en tekende op 25 juni 1980 een intentieverklaring voor 42 toestellen.
In december 1981 besloot Pakistan de F-16 aan te schaffen, waarna in oktober 1982 het eerste toestel geleverd werd. In dezelfde maand werd ook de eerste bestelling voor de F-16C/D geplaatst. Zuid-Korea gaf aan 36 toestellen te willen om de verouderde F-4's en F-5's te vervangen. Later werden nog vier extra toestellen gekocht en begon Korea Aerospace Industries met de productie in licentie. Een ander land dat F-16's in licentie produceerde was Turkije. In september 1983 gaf Turkije aan 132 F-16C's en 28 F-16D's aan te willen schaffen. Later zou het totaal oplopen tot 240 toestellen. In maart 1985 werden de eerste sets met onderdelen geleverd aan Tusaş Aerospace Industries, waarna op 20 oktober 1987 de eerste vlucht plaatsvond van een in Turkije geproduceerd toestel.
In mei 1982 bestelde Venezuela 18 F-16A's en zes F-16B's. De toestellen werden vanaf september 1983 geleverd. In januari 1985 bestelde Singapore acht toestellen die geleverd werden vanaf 20 februari 1988. In 1994 en 1997 volgden extra bestellingen voor respectievelijk 12 en 20 F-16C/D's. De in 1985 bestelde F-16OCU-toestellen werden verkocht. Thailand bestelde 12 toestellen in april 1985. In december 1987 volgde een bestelling voor nog eens zes toestellen en in september 1995 werd de derde bestelling van 12 F-16A's en zes F-16B's geleverd. In augustus 1986 gaf Indonesië aan 12 F-16OCU's aan te willen schaffen, de toestellen werden geleverd vanaf december 1989. In maart 1996 werden nog eens negen toestellen aangeschaft. In januari 1987 tekende Griekenland een contract voor de aanschaf van 34 F-16C's waarvan de eerste op 18 november 1988 geleverd werd. In 1997-1998 zouden nog eens 40 toestellen geleverd worden. In 1987 bestelde ook Bahrein 12 F-16C/D's, die geleverd werden vanaf maart 1990.
In november 1992 bestelde Taiwan 120 F-16A's en 30 F-16B's, deze werden geleverd vanaf 14 april 1997. In juni 1990 besloot Portugal gebruikte F-16A/B's te kopen van de Verenigde Staten. De toestellen zouden geleverd worden in 1992, maar Portugal besloot tot de aanschaf van nieuw gebouwde toestellen waardoor de eerste levering uitgesteld werd tot juli 1994. In diezelfde maand tekende Jordanië de vrede met Israël en konden ook zij F-16's aanschaffen. Op 29 juli 1996 werd een overeenkomst getekend voor 12 F-16A's en 4 F-16B's. Op 12 mei 1998 besloten ook de Verenigde Arabische Emiraten tot de aanschaf van de F-16E/F. In totaal werden 80 toestellen besteld.
In februari 2002 kocht Chili 10 F-16C/D's van de Verenigde Staten. Later werden ook nog eens 18 tweedehandstoestellen van Nederland gekocht. De toestellen werden in 2006 en 2007 via drie afzonderlijke operaties via de Canarische Eilanden en Noordoost-Brazilië naar Chili overgevlogen. Italië was sinds de jaren 1990 op zoek naar een vervanging voor haar F-104 Starfighters en koos daarvoor de Eurofighter Typhoon. Omdat deze nog niet beschikbaar was werden in 1993 24 Tornado ADV's geleased van de RAF voor een periode van 10 jaar. In 2001 bleek echter dat na het aflopen van de lease de Typhoon nog niet in groten getale beschikbaar zou zijn dus werden 34 F-16's geleased van de USAF. In mei 2002 tekende Oman een contract voor 12 F-16C/D's. De eerste werd geleverd op 4 augustus 2005. Polen zocht vanaf 1997 naar een geschikte vervanger voor haar MiG-21's en Su-22's. Omdat het land graag bij de NAVO wilde viel de keuze op een westers toestel. In 2002 werd beslist dat er 36 F-16C's en 12 F-16D's blok 52 aangeschaft zouden worden. Op 9 november 2006 zijn de eerste vliegtuigen geleverd.
Sinds augustus 2024 beschikt Oekraïne over F-16's gedoneerd door NAVO-landen. Er zijn er 85 toegezegd.

## Inzet

### Gevechtsoperaties

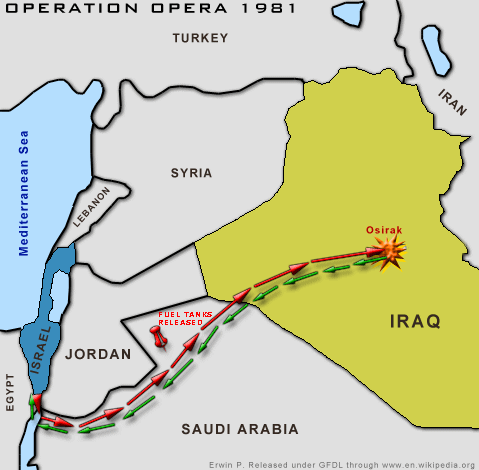
De route van Operatie Opera

Op 7 juni 1981, nog geen anderhalf jaar nadat de eerste toestellen in ontvangst waren genomen, zette Israël de F-16 voor het eerst in bij een militaire operatie. Hiermee was het land ook wereldwijd de eerste die de F-16 bij gevechtshandelingen inzette. Het doel van Operatie Opera of Operatie Babylon zoals de missie genoemd werd, was het vernietigen van een Iraakse kernreactor genaamd Osirak die bij Bagdad gebouwd werd. Vanuit militair oogpunt verliep de missie succesvol: de reactor werd uitgeschakeld en de 8 F-16's en 6 F-15's keerden onbeschadigd terug. Als gevolg van de politieke veroordeling van de missie moest Israël wel langer wachten op de nog te leveren toestellen. Israël gebruikte de F-16 daarna nog veelvuldig. Zo was de F-16 in de Libanese oorlog van 1982 volgens de Israëlische luchtmacht verantwoordelijk voor 44 van de 92 neergehaalde vijandelijke vliegtuigen.
Pas tijdens de Golfoorlog in 1991 werd de F-16 voor het eerst door de VS gebruikt. Dit gebeurde echter wel meteen op grootschalige wijze. De 249 toestellen die naar het Midden-Oosten verscheept werden, vlogen in totaal 13.480 missies. In de nadagen van de oorlog had de F-16 nog een primeur. Op 27 december 1992 waren het twee F-16's die de AIM-120 AMRAAM voor het eerst in een oorlogsoperatie gebruikten.
Ook tijdens de Kosovo-oorlog werd de F-16 veelvuldig ingezet. Voor veel NAVO-landen betekende deze oorlog de eerste inzet van hun F-16's. Op 24 maart, de eerste dag van Operatie Allied Force, haalde de Nederlandse F-16-vlieger Peter Tankink een MiG-29 neer met een AMRAAM-raket nadat een AWACS-vliegtuig het vliegtuig al van verre had zien aankomen. Deze MiG vloog met verschillende defecte boordsystemen, waardoor die geen partij was voor een F-16. Niet alleen was dit de eerste keer dat een Nederlandse vlieger een vijandig toestel neerhaalde sinds de Tweede Wereldoorlog, ook was het de eerste keer dat een Nederlands toestel een lucht-luchtraket gebruikte. Ook in de oorlog in Afghanistan werd de F-16 veelvuldig ingezet om luchtsteun te bieden aan de grondtroepen.
De Nederlandse F-16 werd ook ingezet sinds 2014 als onderdeel van de internationale coalitie die onder aanvoering van de Verenigde Staten in Syrië en Irak opereerde. Bij een van de gevechtsoperaties werd in de nacht van 2 op 3 juni 2015 een bom afgeworpen waardoor zeventig burgerslachtoffers en rond de honderd gewonden zijn gevallen in de Noord-Irakese stad Hawija. Dit bevestigde ook het Pentagon. Het doel betrof een bomfabriek waarin drie vrachtwagens waren opgesteld met explosieven om terreur uit te voeren met mogelijk talloze slachtoffers.
Op 1 november 2024 schoot een Oekraïense F-16 een Russische Soechoj Soe-34 neer.

### Demonstraties

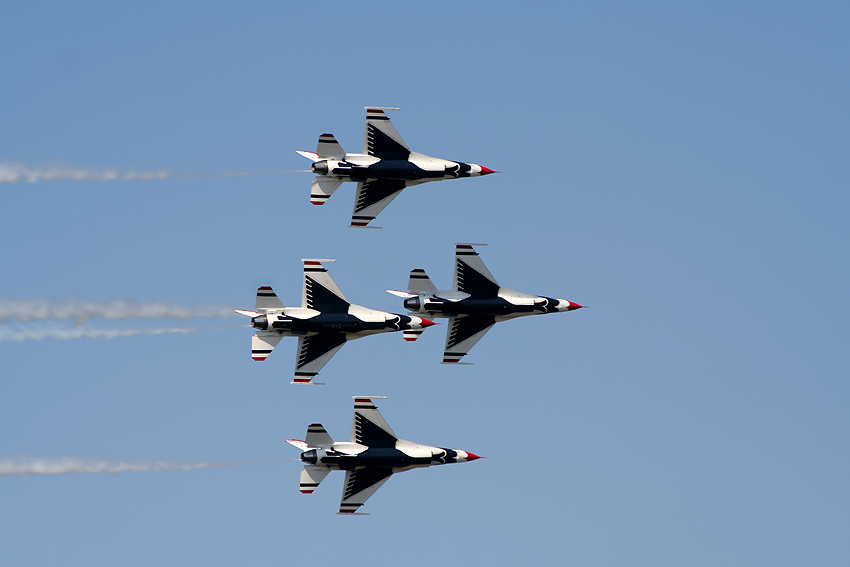
Het U.S. Air Force Thunderbirds-demonstratieteam

De F-16 wordt ook door verschillende luchtmachten voor promotionele doeleinden ingezet. Zo wordt het toestel al sinds 1983 door de U.S. Air Force Thunderbirds gebruikt en hebben de Nederlandse en Belgische luchtmachten beide elk jaar één vliegtuig dat solodemonstraties geeft. Hiermee worden op verschillende vliegshows vluchten uitgevoerd en is het toestel op de grond van dichtbij te bezichtigen. Ook andere luchtmachten doen dit. Zo waren op de Open Dagen Koninklijke Luchtmacht in 2007 behalve België en Nederland ook Griekenland en Portugal vertegenwoordigd. Af en toe worden ook andere evenementen georganiseerd. Zo was er op 20 april 2007 een race tussen de F-16 Solo Display Team F-16 van de Koninklijke Luchtmacht en Christijan Albers in een Spyker-formule 1-wagen. Deze werd gewonnen door de F-16.

### Verloren toestellen
In totaal zijn sinds de productie begon meer dan 500 toestellen verloren gegaan, waaronder 36 van de Nederlandse en 34 van de Belgische luchtmacht. De meeste hiervan zijn tijdens vredestijd ten gevolge van een fout van een vlieger of een mechanisch probleem neergestort. Tot 2002 zijn wereldwijd slechts vijf toestellen neergestort ten gevolge van vijandelijk vuur. Twee toestellen werden verloren in Operatie Desert Storm, één in de Bosnische Burgeroorlog en twee in Operatie Allied Force. Alle vijf verloren toestellen waren van de USAF.
Op 26 augustus 2024 ging een Oekraïense F-16 verloren in onduidelijke omstandigheden. De 30-jarige piloot luitenant-kolonel Mes kwam om nadat hij drie kruisvluchtwapens en een onbemand luchtvaartuig had uitgeschakeld.

## Trivia
- Op 20 oktober 1976 rolde bij General Dynamics in Fort Worth, Texas de eerste F-16 buiten.
- De Belg Jean-Marie Toussaint, "Toutou", is de eerste persoon ter wereld die 3000 vlieguren op dit toestel behaalde op 22 juli 1993.[37][38][39][40]
- De Belg Steven De Vries, "Vrieske", is de eerste niet-Amerikaan die 5000 vlieguren op dit toestel behaalde op 5 maart 2021.[41]
- De eerste F-16 die verongelukte werd bestuurd door een Belgische piloot tijdens het ontwikkelprogramma in de VS. De vlieger overleefde dit ongeval.
- De Nederlandse Manja Blok was in 1991 de eerste operationele vrouwelijke F-16-piloot ter wereld.
- Op 11 februari 1992 kreeg een F-16 motorstoring na het opstijgen van vliegbasis Twente. De piloot sprong eruit en het vliegtuig crashte in de Hengelose woonwijk Hasseler Es. De schade was aanzienlijk maar niemand raakte gewond.[42]
- Op 11 november 2023 is er een speciale dag in het NMM georganiseerd ter ere van de overdracht van het experimentele testvliegtuig de F-16B J-066 Orange Jumper. De Nederlandse luchtmacht was binnen de NAVO uniek met dit toestel vanwege de uitgebreide testcapaciteit die het had. Tevens werd een boek over de F-16 gepresenteerd; Goodbye F-16, afscheid van een legendarisch gevechtsvliegtuig, geschreven door Dick van Wageningen en Gijs Dragt.
- Diverse onderdelen van de F-16 werden in Nederland gebouwd, bijvoorbeeld de landingsgestellen bij DAF Special Products en de naverbranders bij Philips Machinefabriek AQ.